# Địa điểm thể thao
Địa điểm thể thao hay địa điểm thi đấu thể thao (tiếng Anh: sports venue) có thể là một tòa nhà, một công trình kiến trúc hay một nơi phục vụ tổ chức các trận thi đấu thể thao.
Còn sân vận động là nơi (chủ yếu) dành cho hoạt động thể thao ngoài trời hay các sự kiện khác, bao gồm một sân cỏ hoặc một vũ đài được bao quanh một phần hoặc toàn bộ bằng một kiến trúc nhiều hàng nhiều tầng vốn được thiết kế phục vụ khán giả ngồi hoặc đứng và theo dõi sự kiện.

## Các dạng địa điểm thể thao

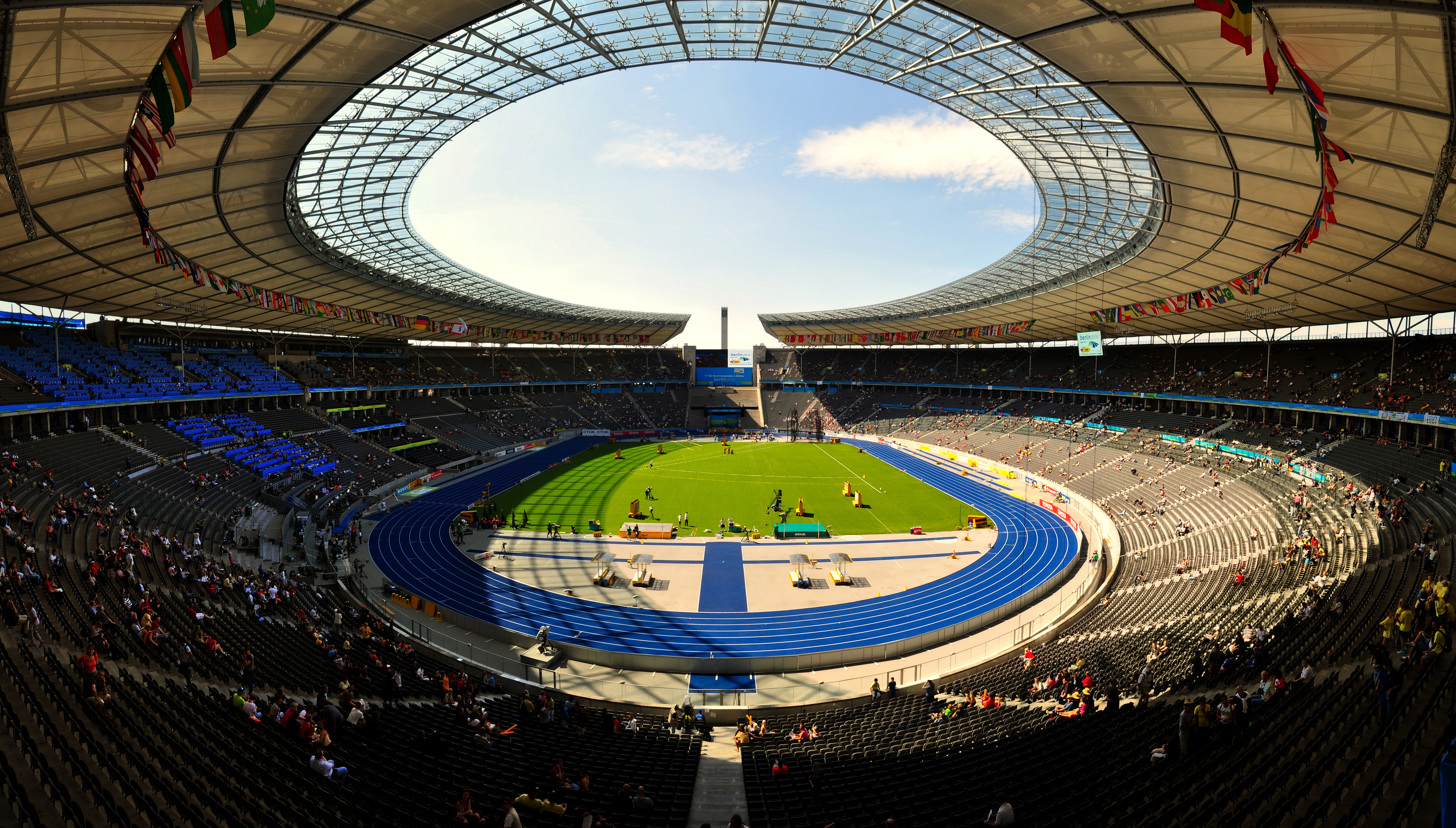
Olympiastadion in Berlin where 2006 FIFA World Cup và 2009 World Championships in Athletics were held

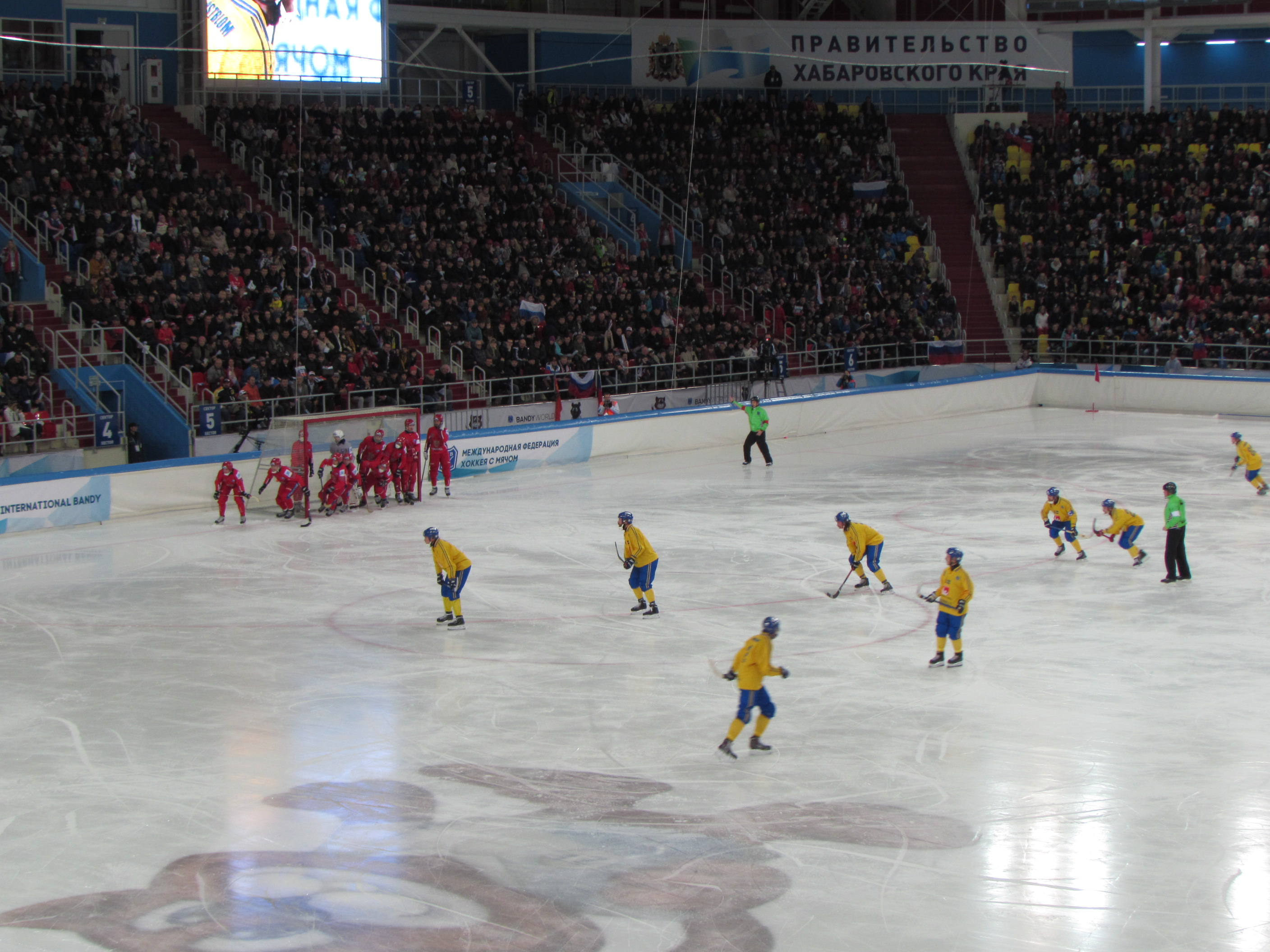
Arena Yerofey in Khabarovsk, where the 2015 Bandy World Championship was held and the 2018 Bandy World Championship will be

- Nhà thi đấu